# Stare Guty (Grajewo)
Pour les articles homonymes, voir Stare Guty.
Stare Guty est un village de Pologne, situé dans le gmina de Szczuczyn, dans le Powiat de Grajewo, dans la voïvodie de Podlachie.

## Source
- (en) Cet article est partiellement ou en totalité issu de l’article de Wikipédia en anglais intitulé « Stare Guty, Grajewo County » (voir la liste des auteurs).